# جهتلو
جهتلو هي قرية في مقاطعة أرومية، إيران. يقدر عدد سكانها بـ 906 نسمة بحسب إحصاء 2016.